# UNITIC Towers

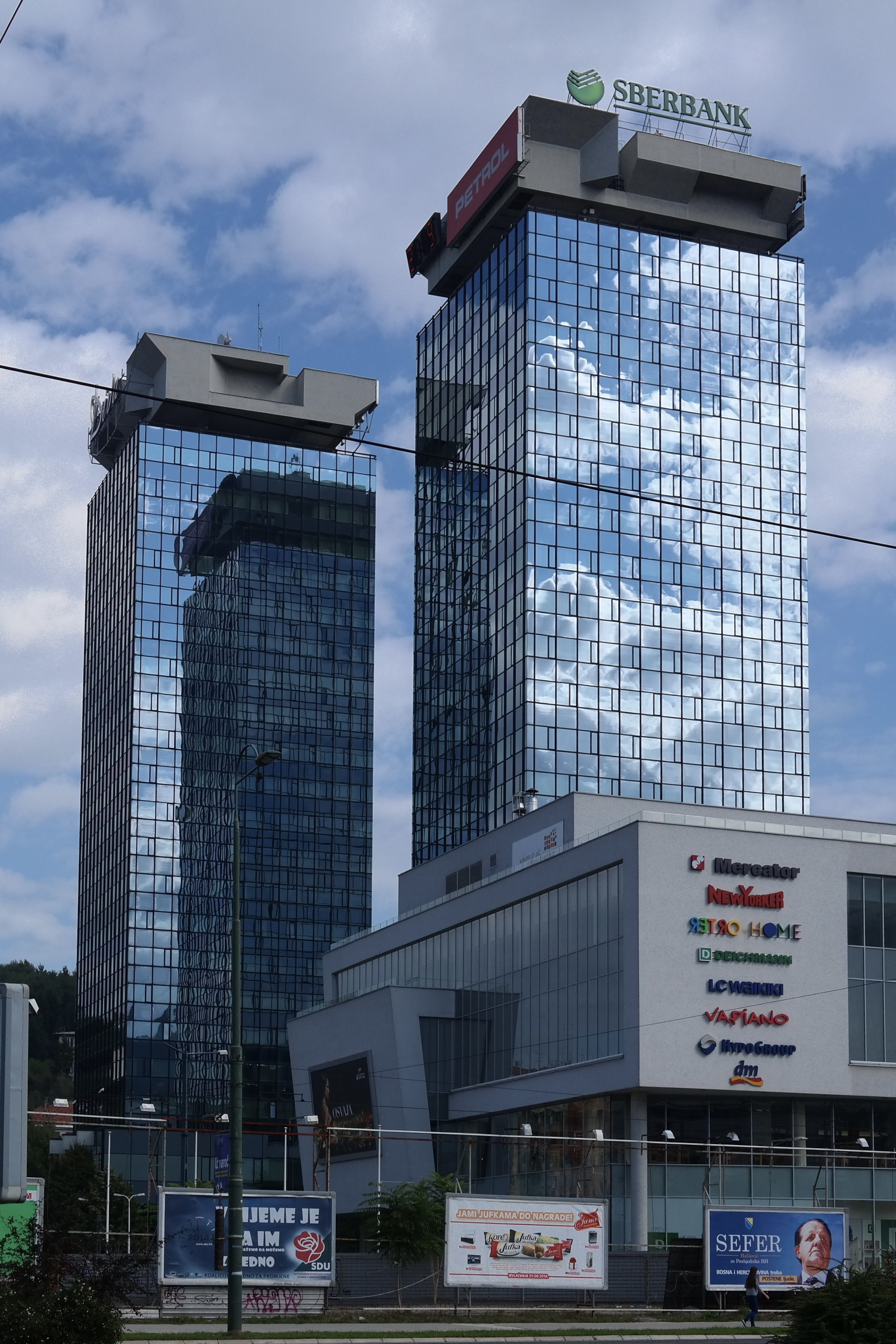
Die Türme im Jahr 2014

Die UNITIC Towers sind zwei 111 m hohe Bürohochhäuser in Sarajevo in Bosnien und Herzegowina. Sie sind die vierthöchsten Gebäude der Stadt (2022) und erlangten Bekanntheit als Symbole des Durchhaltewillens durch ihre teilweise Zerstörung während des Bosnienkriegs und nachfolgende Instandsetzung. 
Sie sind benannt nach der United Investment and Trading Company (UNITIC), ehemals UNIS Holding BiH.

## Geschichte und Architektur
Die UNITIC Doppeltürme mit jeweils 25 Etagen wurde vom Architekten Ivan Štraus entworfen und Mitte der 1980er Jahre fertiggestellt. Im Volksmund wurden sie „Momo und Uzeir“ genannt, benannt nach einem Serbischen und Bosnischen Charakter einer Radio Comedy Sendung.
Während der Belagerung von Sarajevo wurden die beiden Türme stark angegriffen und brannten in weiten Teilen bis auf das Betongerippe aus. Die Fotos der brennenden Türme erlangten weltweite Bekanntheit. Nach dem Krieg wurden die Türme wieder in Stand gesetzt und beherbergen heute Büros und eine angrenzende Shoppingmall.